# 에비스역 (도쿄도)
에비스역(일본어: 恵比寿駅 에비스에키[*])은 일본 도쿄도 시부야구에 있는 철도역이다.

## 타는 곳

### 동일본 여객철도
| 1 | 야마노테선                                      | 시부야・신주쿠・이케부쿠로 방면                                                          |
| 2 | 야마노테선                                      | 시나가와・도쿄・우에노 방면                                                              |
| 3 | 사이쿄선                                        | 신주쿠・이케부쿠로・아카바네・오미야・가와고에 방면                                      |
| 3 | 쇼난 신주쿠 라인（우쓰노미야선으로 직결 운행）  | 오미야・오야마・우쓰노미야 방면                                                          |
| 3 | 쇼난 신주쿠 라인（다카사키선으로 직결 운행）    | 오미야・구마가야・다카사키 방면                                                          |
| 4 | 사이쿄선                                        | 오사키・린카이선으로 직결 운행 도쿄 텔레포트・신키바・소테쓰선으로 직결 운행 에비나 방면 |
| 4 | 쇼난 신주쿠 라인（도카이도 본선으로 직결 운행） | 요코하마・오후나・히라쓰카・오다와라 방면                                                |
| 4 | 쇼난 신주쿠 라인（요코스카선으로 직결 운행）    | 요코하마・오후나・즈시 방면                                                              |

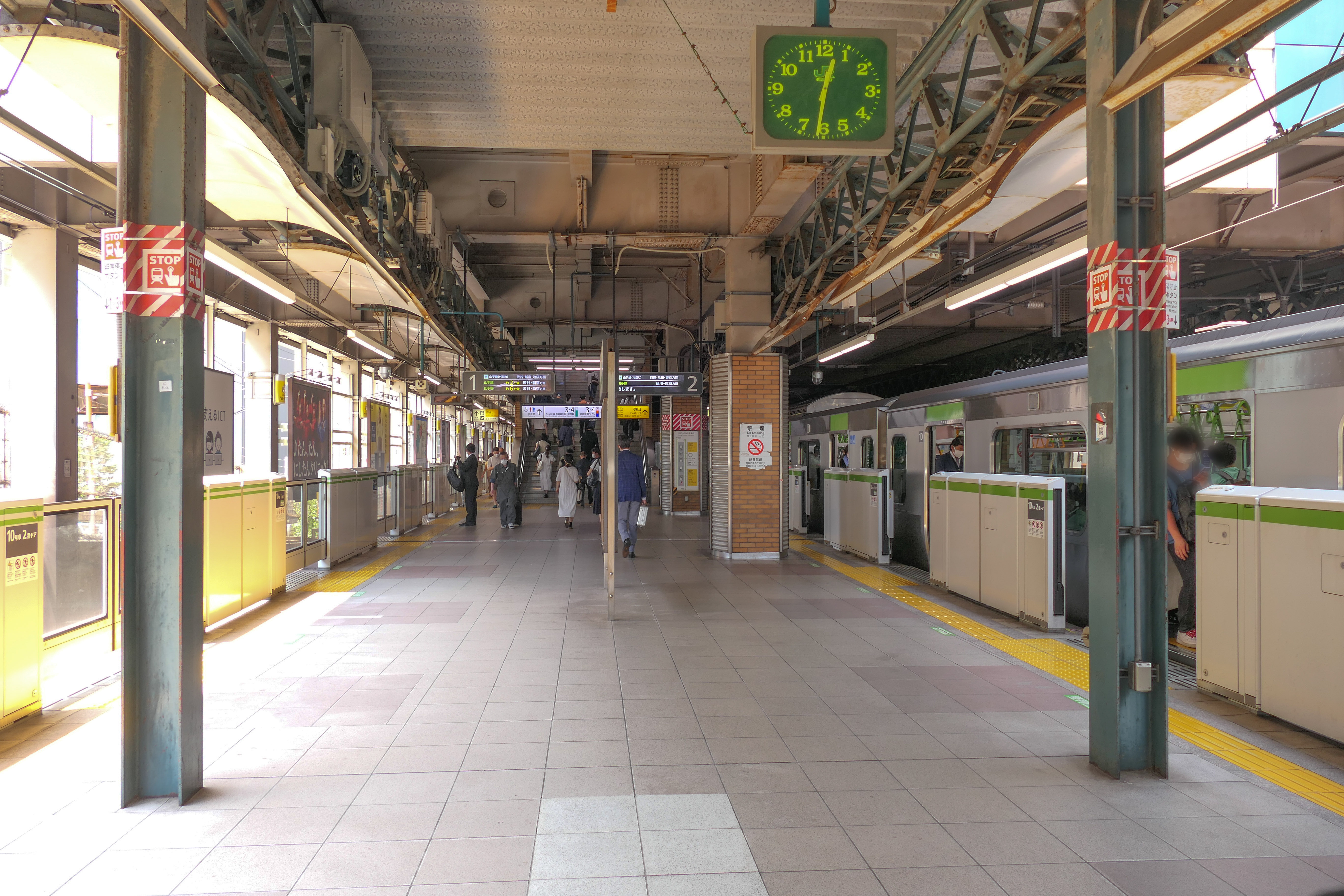
1·2번선(야마테노선) 승강장
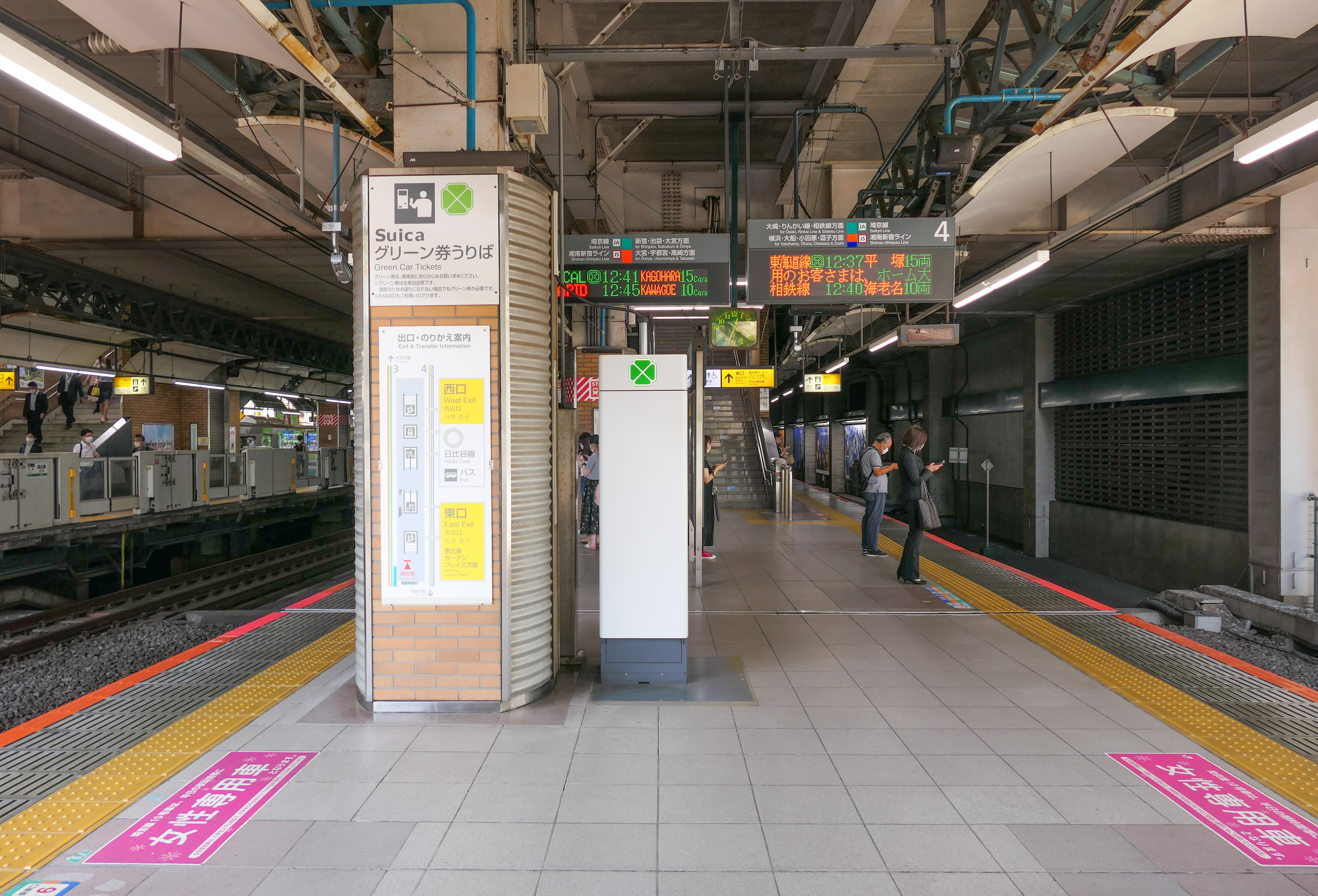
3·4번선(사이쿄선·쇼난신주쿠라인)

### 도쿄 지하철
| 1 | ○히비야선 | 나카메구로 방면                            |
| 2 | ○히비야선 | 긴자・우에노・기타센주・도부 동물공원 방면 |

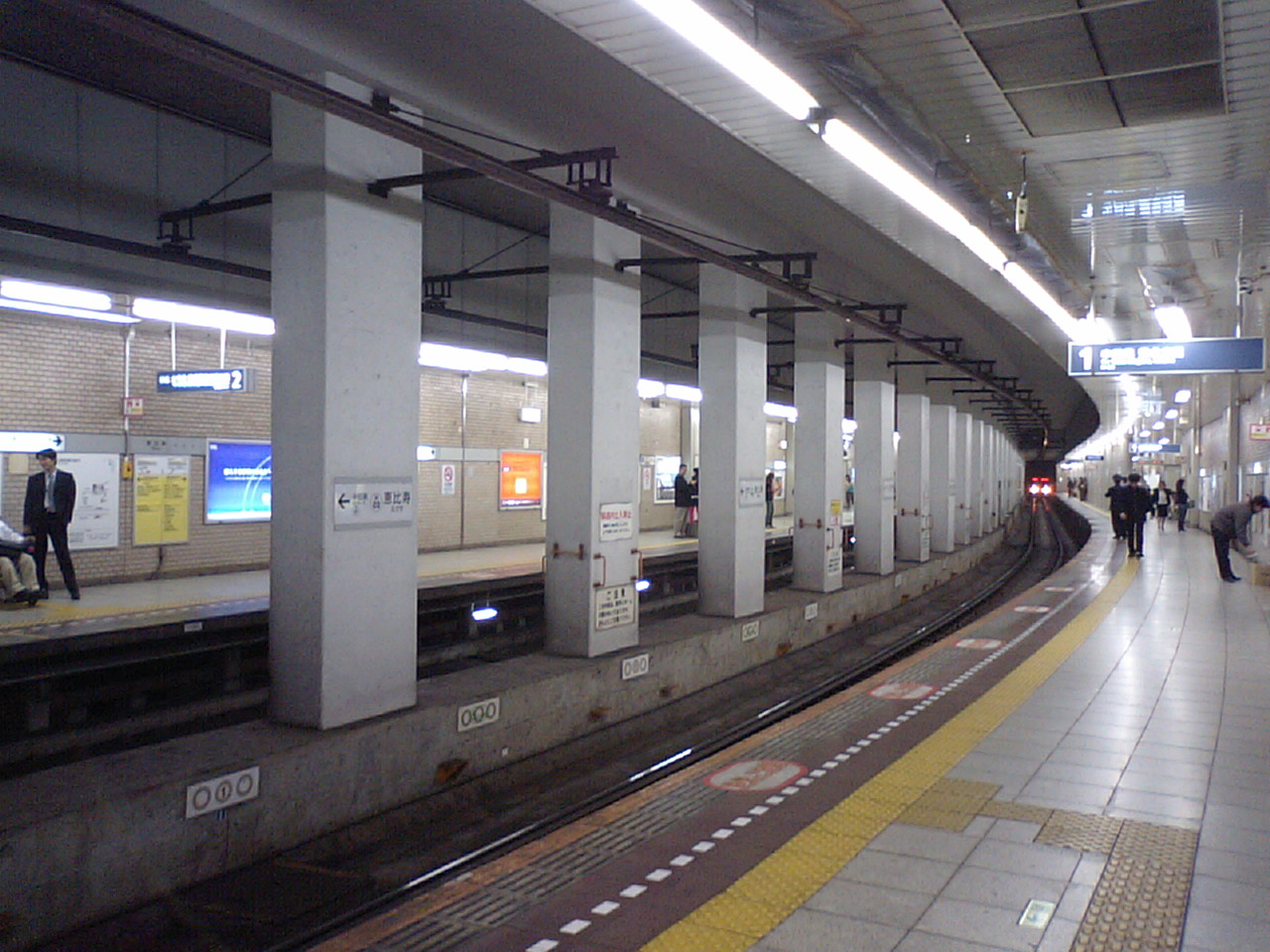
승강장

## 역명판 갤러리

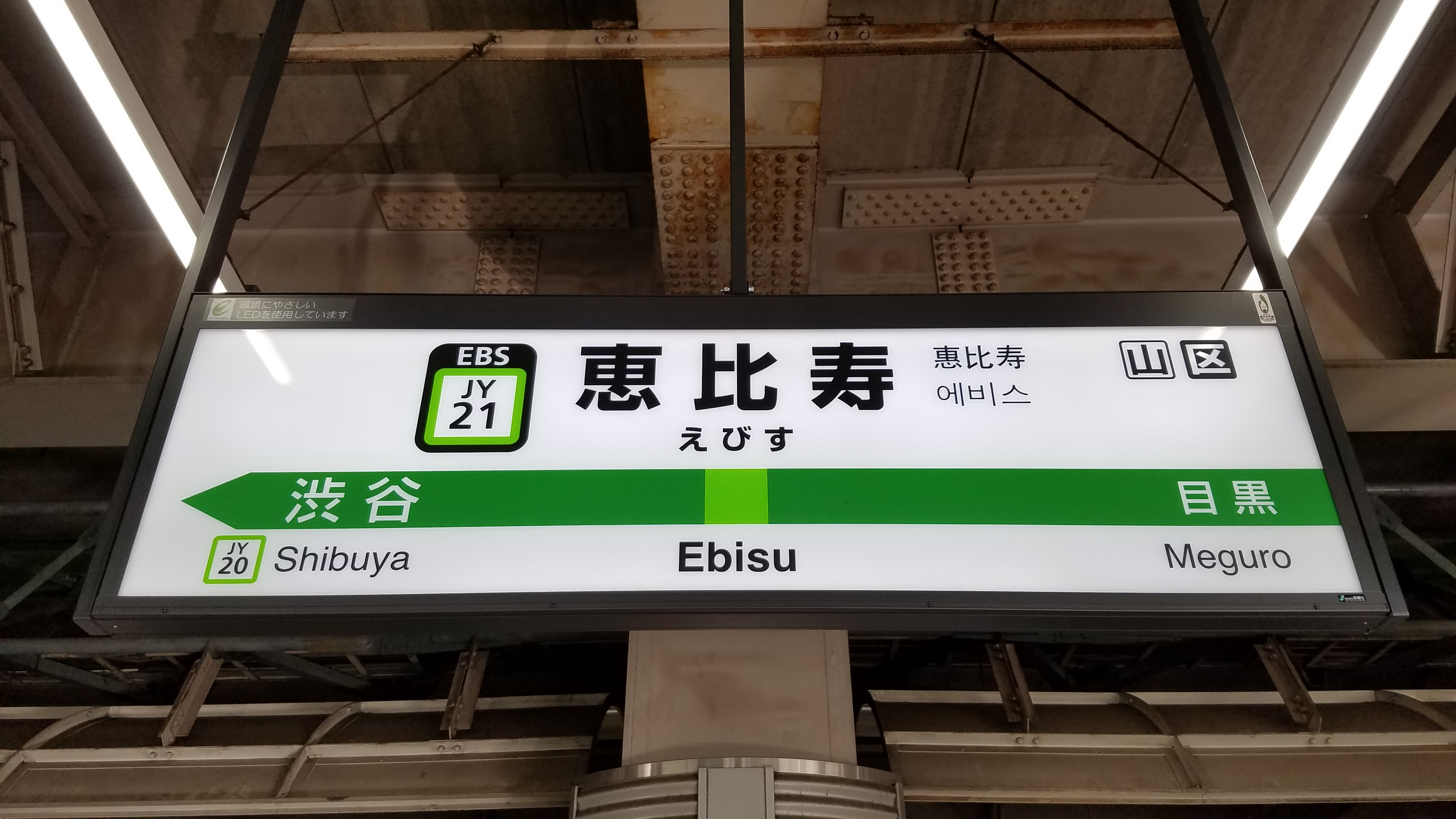
야마노테선
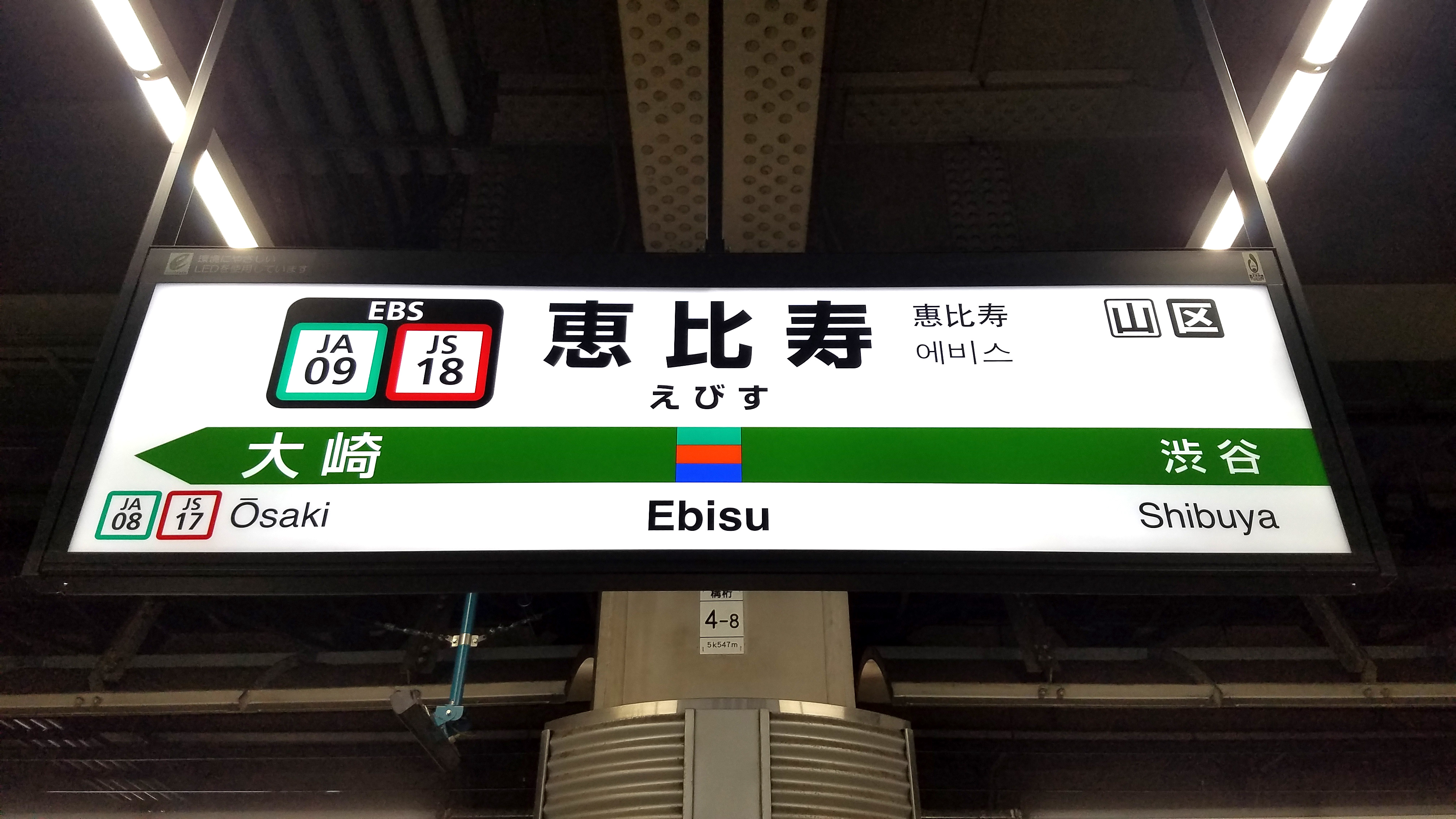
사이쿄선, 쇼난신주쿠라인
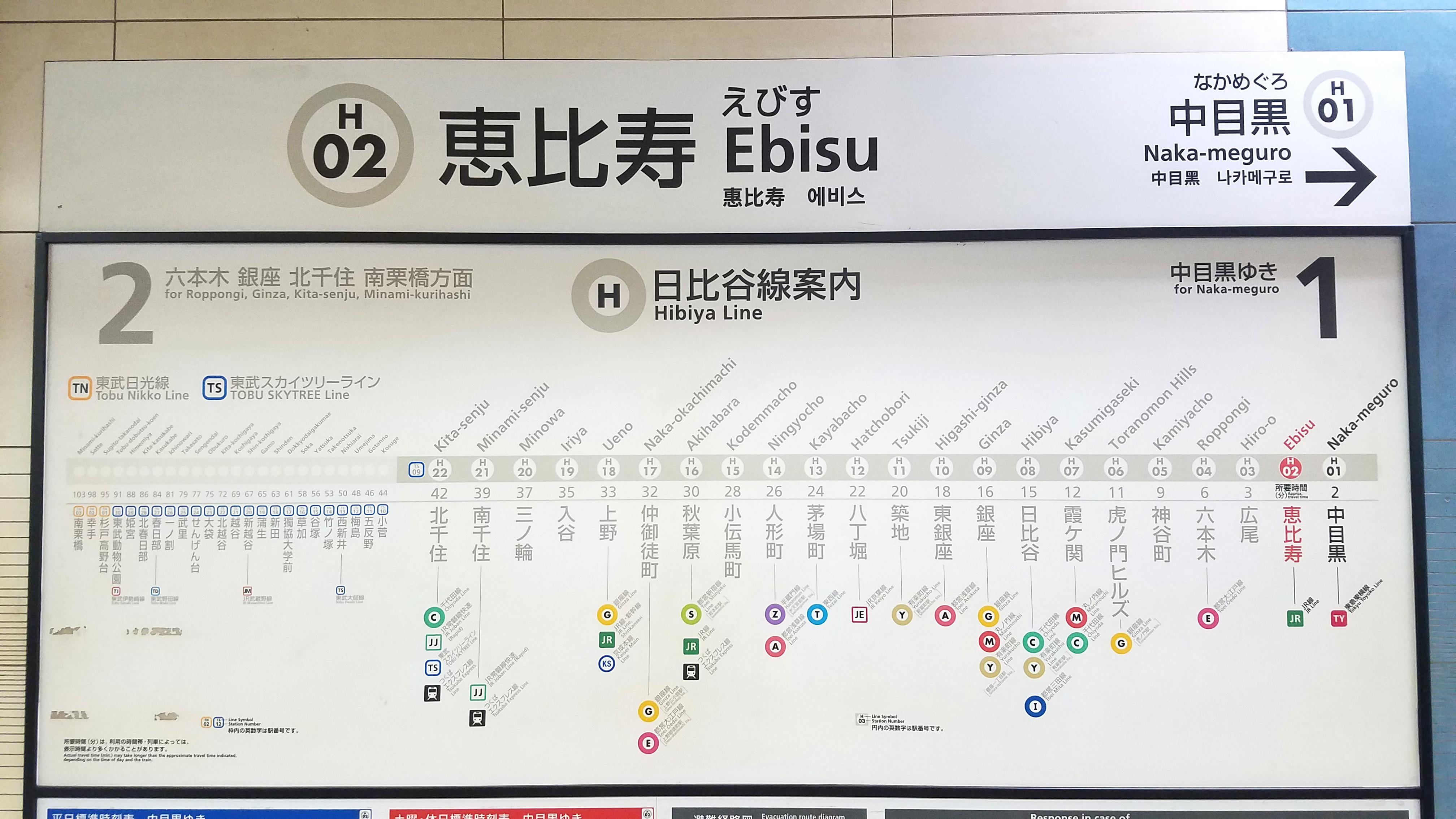
히비야선

## 역세권 정보
- 삿포로 맥주 주식회사 본사
- 도쿄도 사진미술관

## 인접역
| 동일본 여객철도 야마노테선  | 동일본 여객철도 야마노테선 | 동일본 여객철도 야마노테선        |
| --------------------------- | -------------------------- | --------------------------------- |
| JY 22 메구로 내선 순환      | 야마노테선                 | JY 20 시부야 외선 순환            |
| 오사키 오다와라 · 즈시 방면 | 쇼난 신주쿠 라인           | 시부야 다카사키 · 우쓰노미야 방면 |
| 오사키 방면                 | 사이쿄선                   | 시부야 가와고에 방면              |
| 도쿄 메트로 2호선           |                            |                                   |
| H 01 나카메구로 방면        | 히비야 선                  | H 03 히로오 기타센주 방면         |